# The Dead Pop Stars
The Dead Pop Stars (THE DEAD P☆P STARS) — японская панк-рок и visual kei группа, основанная в 1992 году барабанщиком Кэндзи, вокалистом Аки, гитаристом Хироми и басистом Сэйго.

## История группы
В начале карьеры живые выступления группы отличались различной провокационной тематикой, агрессией и множеством других черт, которые позже Кэндзи оставит только в шоу своего второго проекта Anti Feminism. Тем не менее именно эта радикальная манера поведения выделила группу из множества других и значительно повлияла на имидж последователей данного стиля. В 1997 году музыканты заключают контракт с одним из крупнейших звукозаписывающих лейблов VAP Inc. и выпускают альбом D.P.S, но это сотрудничество длится почти год, после чего группа снова приобретает статус независимой и является такой до сих пор.
В довольно плодотворном 2000 году, когда ребята выпускают два сингла и альбом Heart Break Bandits, группу покидают Хироми и Сэйго. На место Хироми приходит гитарист Тайдзи Фудзимото, сначала как временный, а с 2003 года уже как официальный участник The Dead Pop Stars. К этому времени в группу снова возвращается Сэйго, а также приходит новый гитарист Хидэто. В этом обновленном полном составе музыканты работают не так долго, потому что в 2005 году Сэйго окончательно решает уйти из музыки. Тогда же на запись альбома Star☆Ride группа приглашает басиста Сюсэ (La’cryma Christi). И только 6 сентября 2007 года на концерте в честь 15-летия группы объявляется, что новым официальным участником будет Руйдзи.
Несмотря на небольшое количество последующих релизов, музыканты напряженно работают и много гастролируют по Японии. 14 мая 2010 группу решает покинуть Тайдзи. Его уход не является неожиданным для музыкантов, и уже 6 сентября, вновь в день рождения группы, в The Dead Pop Stars приходит Кэнтаро.
Хотя состав группы неоднократно менялся, на направленность музыки это практически не повлияло, живые выступления все так же неподражаемы и зажигательны, а стиль самих музыкантов сейчас куда более романтичный, но все такой же бунтарский.
В 2012 году состоялся трехдневный тур в честь 20-летия группы. 4, 5 и 6 сентября в лайвхаусе[неизвестный термин] La mama прошли три концерта со множеством приглашенных групп и всех музыкантов, когда-либо игравших в The Dead Pop Stars. А 6 сентября музыканты отыграли полноценный концерт, на котором была исполнена 41 композиция.

## Официальный состав
- Кэндзи — Kenzi/Crazy Danger Nancy Ken chan — ударные 1992-настоящее время (ex-Kamaitachi, Anti Feminism)
- Аки — AKI/愛生 — вокал, акустическая гитара 1992-настоящее время (ex-The Honey Beez)
- Хидэто — Hideto/秀斗 — гитара 2003-настоящее время (ex-Gellonimo)
- Руйдзи — Ruiji — бас 2007-настоящее время (ex-The Piass, Anti Feminism)
- Кэнтаро — Kentarou — гитара 2010-настоящее время

Бывшие участники
- Хироми — Hiromi — гитара 1992—2000 (ex-Rosenfeld)
- Сэйго — Seigo — бас 1992—2000, 2001—2005 (ex-Girl Tique)
- Тайдзи Фудзимото — Taiji Fujimoto/藤本泰司 — гитара 2003—2010 (ex-Judy and Mary, ex-D.T.R, ex-Dancer, †яi￠к)

## Дискография
Альбомы
- The Dead Pop 4 Drugs (21 ноября 1992)
- Self Violence (24 июля 1994)
- Protest 2 Speed Story (21 мая 1995)
- D.P.S (1 июня 1997)
- Heart Break Bandits (26 июля 2000)
- Star☆Ride (31 августа 2005)

Альбомы-компиляции
- Hybrid☆Best-Dead Side≠Pop Side- (29 июня 2005)
- For You Ballade Selection (1 августа 2007)

Синглы
- «EVER FREE ～虹の彼方へ～/DAYDREAMDAY ～三次元の白昼夢～» (1 октября 1997)
- «Tic» (1 июля 1999)
- «Justice/Reject»
- «…self/The All New Generation»
- «…for you- Special Edition 2000-»
- «TAKE OFF-風に吹かれて» (18 июля 2000)
- «Star★Lover» (27 апреля 2002)
- «Chaos-JP» (1 декабря 2002)
- «Judegement×Suspicion» (6 сентября 2006)
- «いとしきひとへ» (6 сентября 2006)
- «Viva La Revolution ビバ・ラ・レボリューション» (9 июня 2012)

Видео
- 発狂 (28 апреля 1995)
- OUT…D-DAY ～狂うために愛する～ 1997.03.14 渋谷ON AIR EAST (30 июня 1997)
- With 92720-00212 (28 июня 2000)
- God Save the Revolution (27 июня 2012)